# Цзин Цзюньхай
Цзин Цзюньхай (кит. 景俊海, род. декабрь 1960, Байшуй, Шэньси) — китайский государственный и политический деятель, секретарь (глава) парткома КПК провинции Цзилинь с 20 ноября 2020 года.
Ранее губернатор провинции Цзилинь (2018—2020) и заместитель секретаря горкома КПК Пекина (2017—2018). Значительная часть карьеры политика пришлась на его родную провинцию Шэньси.
Кандидат в члены ЦК КПК 19-го созыва, член Центрального комитета Компартии Китая 20-го созыва.

## Биография
Родился в декабре 1960 года в уезде Байшуй городского округа Вэйнань, провинция Шэньси. Вступил в Коммунистическую партию Китая в июле 1982 года.
Учился в Сианьском университете электроники и технологий (позднее реорганизован в Университет Сидянь), по окончании которого получив диплом в области физических наук. После выпуска остался работать в вузе, в июне 1992 года присвоено учёное звание доцента.
В сентябре 1992 года назначен руководителем проекта Сианьской зоны экономического и технического развития, где отвечал за работу с инвесторами из стран за пределами материкового Китая, а также возглавил Сианьский инновационный центр. В августе 1997 года повышен до заместителя главы зоны развития. В мае 2002 года утверждён на посту председателя муниципальной Комиссии по планированию и развитию Сианя, в января следующего года занял должность руководителя зоны экономического и технического развития. В ноябре 2005 года вошёл в состав Постоянного комитета горкома КПК Сианя, в январе 2008 года назначен вице-губернатором провинции Шэньси. В мае 2012 года возглавил отдел партийной пропаганды, став членом Постоянного комитета парткома КПК провинции по совместительству. В средствах массовой информации сообщалось, что в этом периоде Цзин Цзюньхай курировал в числе прочих проектов работы по реконструкции мемориального памятника Си Чжунсюню.
В июле 2015 года переведён в Пекин заместителем заведующего Отделом пропаганды ЦК КПК, в апреле 2017 года утверждён на посту заместителя секретаря горкома КПК Пекина. В января 2018 года направлен губернатором в провинцию Цзилинь.
В ноябре 2020 года назначен на высшую региональную позицию секретаря (главы) парткома КПК провинции Цзилинь. Утверждён в должности на очередной сессии Постоянного комитета Собрания народных представителей провинции.